# شاتاک بل
شاتاک بل (به انگلیسی: Chautauqua Belle) یک کشتی است که طول آن 98 Feet می‌باشد. این کشتی در سال ۱۹۷۶ ساخته شد.